# Landschaftsschutzgebiet Sugehohlbach
Das Landschaftsschutzgebiet Sugehohlbach mit etwa 9 ha Flächengröße liegt östlich von Lemgo. Es wurde 2009 mit dem Landschaftsplan Lemgo durch den Kreistag des Kreises Lippe als Landschaftsschutzgebiet (LSG) ausgewiesen.

## Beschreibung
Das LSG umfasst den etwa 1,5 km langen teilweise naturnahen Sugehohlbach. Zunächst verläuft der Bach im Stadtwald Lemgo. Teilweise grenzen dann bebaute Grundstücke direkt an. Nun liegt Grünland, teils brachgefallen. Anschließend verläuft der Sugehohlbach durch und an Hausgärten vorbei. Das Endstück des Baches führt durch Ackerflächen, wo zum LSG nur der Bach mit Ufergehölzen gehört. Im Süden endet das Schutzgebiet an der Bundesstraße 66.

## Schutzzwecke für das LSG
Laut Landschaftsplan erfolgte die Ausweisung des LSG
- „zur Erhaltung und Wiederherstellung der Leistungsfähigkeit des Naturhaushaltes in ökologisch besonders wertvoll strukturierten Bereichen mit Wasser-, Klima- und Biotopschutzfunktionen,“
- „zur Erhaltung und Wiederherstellung von Quellbereichen und naturnahen Fließgewässern, Wald- und Grünlandbereichen unterschiedlicher Feuchtestufen, Feldgehölzen, Hecken und Obstwiesen,“
- „zur Erhaltung morphologisch ausgeprägter Bereiche zur Sicherung der landschaftlichen Eigenart und Vielfalt für die Erholung,“
- „zur Erhaltung wertvoller Biotopkomplexe aus Wald-Grünlandbereichen, Fließgewässern und Quellen sowie Biotopen nach § 62 LG mit wichtigen Refugial-, Puffer-, Trittstein- und Vernetzungsfunktionen,“
- „zur Erhaltung und Wiederherstellung wichtiger Rückzugsräume für die bedrohte Tier- und Pflanzenwelt,“
- „zur Sicherung der das Orts- und Landschaftsbild gliedernden und belebenden und die dörflichen Siedlungsstrukturen prägenden Freiraumelemente.“[1]

## Rechtliche Vorschriften
Im Landschaftsschutzgebiet ist unter anderem das Errichten von Bauten und Fischteichen verboten. Grün- und Brachland darf nicht in eine andere Nutzungsart umgewandelt oder umgebrochen werden.